# Валланценго
Валланценго (итал. Vallanzengo) — коммуна в Италии, располагается в регионе Пьемонт, в провинции Бьелла.
Население составляет 250 человек (2008 г.), плотность населения составляет 83 чел./км². Занимает площадь 3 км². Почтовый индекс — 13847. Телефонный код — 015.
Покровителями коммуны почитаются святые Урс и Бригита, празднование 2 февраля.

## Демография
Динамика населения:

## Администрация коммуны
- Официальный сайт: